# Jean Caylar d'Anduze de Saint-Bonnet

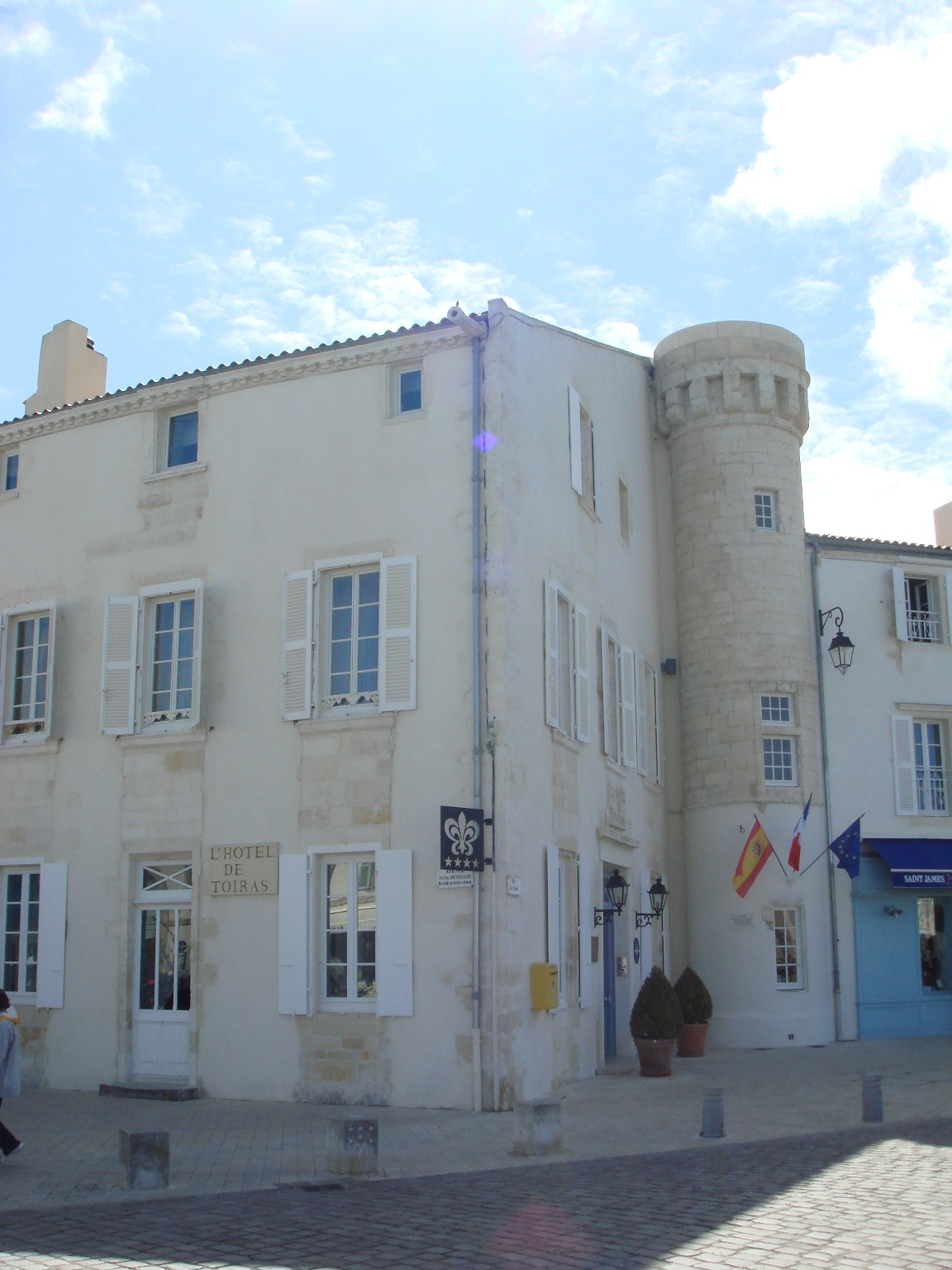
Hotel de Toiras a Saint-Martin-de-Ré.

Jean Caylar d'Anduze de Saint-Bonnet, noto anche semplicemente come Toiras (Saint-Jean-du-Gard, 1º marzo 1585 – Fontaneto d'Agogna, 14 giugno 1636), è stato un militare e nobile francese, che fu maresciallo di Francia dal 1630.

## Biografia
Jean Caylar d'Anduze de Saint-Bonnet era il nono e ultimo figlio di Aymar Caylar d'Anduze de Saint-Bonnet, signore di Toiras, e di Françoise de Claret de Saint-Félix, signora di Pallières.
Dall'età di 14 anni divenne gentiluomo di re Enrico IV di Francia e a 25 anni divenne addetto alla caccia di Luigi XIII nonché capitano della guardia del re.
Sebbene protestante, egli rimase fedele al re nel sostegno alla sua lotta contro il partito ugonotto. Le sue qualità di stratega, il suo coraggio e la fedeltà lo distingueranno sempre agli occhi del re da molti suoi colleghi.

### I combattimenti a Saint-Martin-de-Ré
Egli divenne noto soprattutto per il sostegno personale dato alla causa reale durante le guerre di religione in Francia e si distinse particolarmente nell'area di Saint-Martin-de-Ré ove combatté in due diverse occasioni.
La prima volta egli combatté contro l'ugonotto duca di Rohan-Soubise nella Presa de l'Ile de Ré nel 1622. Dopo la vittoria delle sue truppe ottenne il titolo di conte e divenne governatore del l'Ile de Ré.
La seconda occasione fu l'Assedio di Saint-Martin-de-Ré presso Ile de Ré dove per tre mesi sostenne gli scontri con George Villiers, I duca di Buckingham. Dopo tre mesi di combattimento, Toiras riuscì a sconfiggere il duca di Buckingham costringendolo a fare ritorno in patria, sconfitto.

### La guerra di successione mantovana
Toiras fu protagonista anche di un altro episodio importante della Guerra dei Trent'anni, questa volta in Italia, durante la Guerra di successione mantovana. Quest'ultimo conflitto scoppiò alla morte senza eredi di Vincenzo II Gonzaga e vide lo scontro tra il Sacro Romano Impero e la Spagna da un lato, e dall'altro la Francia, che appoggiava la successione del duca Carlo Gonzaga di Nevers (sostenuto anche da papa Urbano VIII). Nella contesa finì per inserirsi anche Carlo Emanuele I di Savoia, alleato con gli spagnoli e desideroso di espandere i suoi domini al Monferrato (sempre parte dei domini dei Gonzaga).
Luigi XIII e Richelieu decisero di concedere a Toiras la guida delle truppe francesi in Italia ed il 6 marzo 1629 egli prese il controllo della città di Susa, dopo un breve assedio, giungendo a Casale Monferrato il 18 marzo. Queste vittorie e l'imponenza dell'esercito francese, spinsero Carlo Emanuele di Savoia a firmare la Pace di Susa con i francesi.

### Maresciallo di Francia

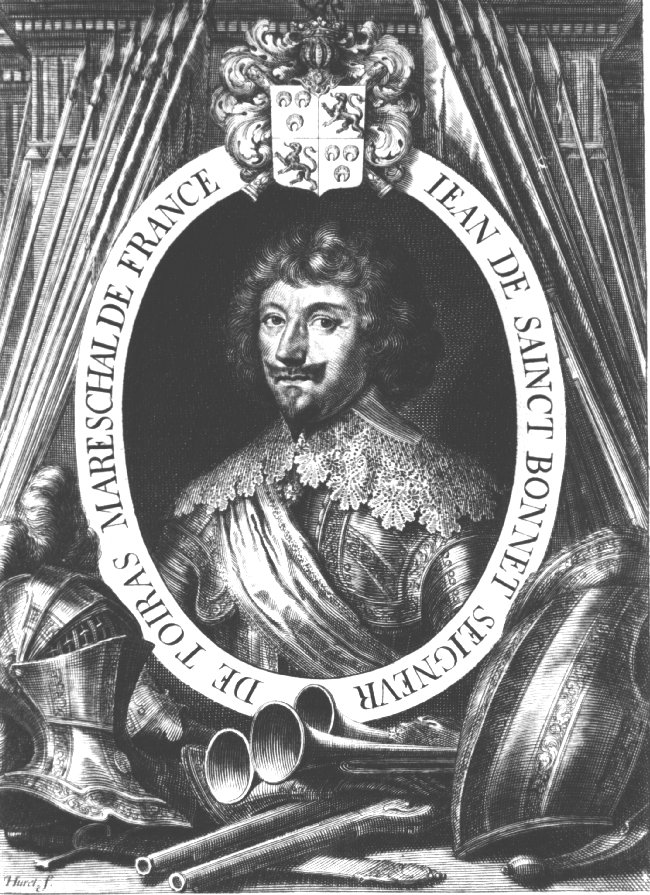
Ritratto del marchese di Toiras come Maresciallo di Francia.

Grazie al valore dimostrato negli episodi di Saint-Martin-de-Ré e Susa, il marchese di Toiras venne ricompensato con il titolo di Ambasciatore e dal 1630 divenne Maresciallo di Francia, proclamato sul campo italiano.
Intanto il 19 giugno 1631, Toiras diresse i negoziati in nome della Francia al Trattato di Cherasco, con il quale l'Imperatore riconobbe il possesso di Mantova e di parte del Monferrato a Ferdinando Carlo di Gonzaga-Nevers.
Il 6 luglio 1632 Toiras siglò la Pace di Torino, con la quale la Francia conservava il possesso di Pinerolo, punto strategico di vitale importanza che apriva all'esercito transalpino l'intera valle del Po e della cui conquista era stato artefice egli stesso ai danni dei piemontesi, il 29 marzo 1630.
Il 12 aprile 1633 venne nominato Cavaliere dell'Ordine dello Spirito Santo, ma non si recò mai in Francia per ricevere il famoso cordon bleau.

### L'ultima campagna
Toiras cadde colpito da un colpo di moschetto a Fontaneto d'Agogna presso Milano il 14 giugno 1636, durante la Guerra dei Trent'anni, mentre a capo delle truppe sabaude tentava di assediare la fortezza spagnola di quella città.